# ティンドゥフ県
ティンドゥフ県（Tindouf）は、アルジェリア民主人民共和国の西部に位置する県。県都はティンドゥフ。人口は27060人（1998年、西サハラ難民含む）。モロッコと西サハラ、モーリタニアに接し、マリにも近い。

## 歴史
en:Tajakantの町だったが、1895年に遊牧民en:Reguibat tribeに占領された。
アルジェリアの独立前、遊牧民の部族連合の拠点だった。
1963年、en:Sand War。
en:Western Sahara War（1975年-1991年）中には、en:First Battle of Amgala (1976)の基地となった。
県内に西サハラから脱出してきたサハラウィー人難民のキャンプが存在する（en:Sahrawi refugee camps）。

## 地理
地理的に不毛だが、豊富な資源を有し、マリとの国境付近に多量の鉄鉱石が存在する。

## 戦略的重要性
3カ国が接するティンドゥフ県には、アルジェリアの陸軍および空軍基地が存在する。